# Bundesstraße 495
Die Bundesstraße 495 (Abkürzung: B 495) ist eine Bundesstraße in Niedersachsen und Schleswig-Holstein. Sie beginnt in Glinde bei Bremervörde an der Bundesstraße 71/Bundesstraße 74 und führt über Lamstedt und Hemmoor (hier Kreuzung mit der Bundesstraße 73) nach Wischhafen. Dort können die Verkehrsteilnehmer mit der Elbfähre Glückstadt–Wischhafen die Elbe überqueren und erreichen auf der Bundesstraße 495 am rechten Elbufer in der Gemeinde Blomesche Wildnis die Bundesstraße 431.

## Geschichte
Als regionale Verbindungsstraße wurde die Straße zwischen Lamstedt und Osten bereits im Jahre 1862 erbaut. Diese Straße endete an der Fähre, die den Fluss Oste überquerte. Am 1. Oktober 1909 wurde das Fährschiff durch eine neuerbaute Schwebefähre ersetzt.

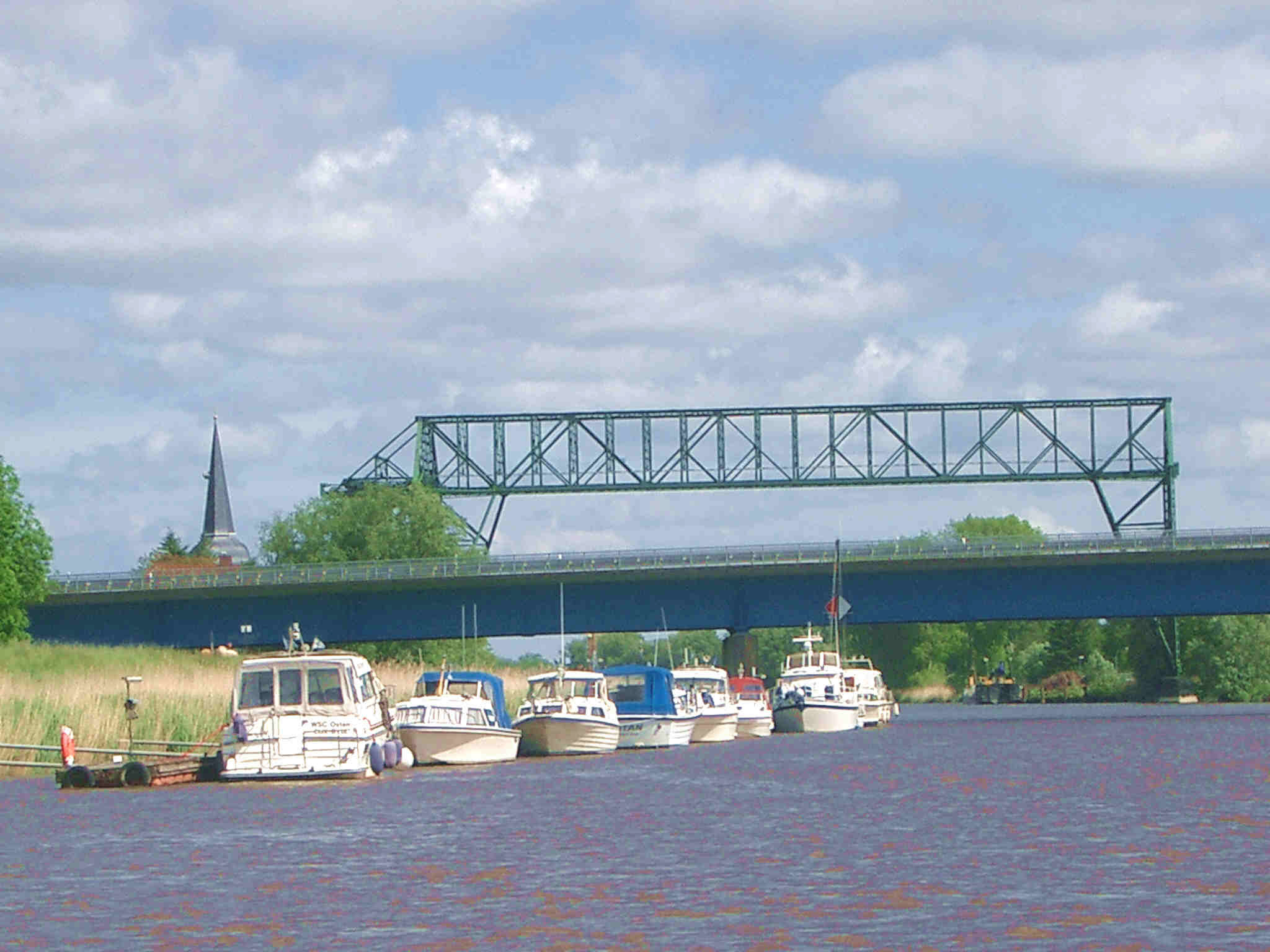
Schwebefähre und Straßenbrücke über die Oste

In den Jahren 1969 bis 1974 wurde eine neue Straßenbrücke über die Oste gebaut. Mit der Fertigstellung dieser Brücke am 30. Mai 1974 wurde die Schwebefähre stillgelegt und die Bundesstraße 495 in Betrieb genommen.